# 1780
- Wikisource

| Calendário gregoriano                                                        | 1780 MDCCLXXX                       |
| Ab urbe condita                                                              | 2533                                |
| Calendário arménio                                                           | 1229 – 1230                         |
| Calendário bahá'í                                                            | -64 – -63                           |
| Calendário budista                                                           | 2324                                |
| Calendário chinês                                                            | 4476 – 4477 Início a 5 de fevereiro |
| Calendário copta                                                             | 1496 – 1497                         |
| Calendário etíope                                                            | 1772 – 1773                         |
| Calendários hindus - Vikram Samvat - Calendário nacional indiano - Cáli Iuga | 1835 – 1836 1701 – 1702 4880 – 4881 |
| Calendário Holoceno                                                          | 11780                               |
| Calendário islâmico                                                          | 1194 – 1195                         |
| Calendário judaico                                                           | 5540 – 5541                         |
| Calendário persa                                                             | 1158 – 1159                         |
| Calendário rúnico                                                            | 2030                                |
| Calendário solar tailandês                                                   | 2323                                |

1780 (MDCCLXXX, na numeração romana)  foi um ano bissexto do século XVIII do actual Calendário Gregoriano, da Era de Cristo, e as suas letras dominicais foram  B e A, num total de 52 semanas, houve início a um sábado e terminou a um domingo.
| Ano completo                      |
| --------------------------------- |
| Ano bissexto com início ao sábado |

## Eventos
- 19 de maio - Dia Escuro da Nova Inglaterra.
- Primeira aula pública de Debuxo e Desenho no Porto, criada por decreto da Rainha D. Maria I.
- Antoine Lavoisier formula a teoria da combustão química .
- Luigi Galvani faz experiências com rãs sobre electricidade animal.
- Introdução da cultura da batata na ilha Terceira, Açores.
- Movimento anticolonial ocorrido em Nova Granada (Colômbia).
- Movimento anticolonial ocorrido no Peru.
- Harvard passou a ser a primeira a ser referido como Universidade, pela nova Constituição de Massachussetts.
- 23 de setembro - Durante a Revolução Americana: o major britânico John André é preso por soldados americanos sob a acusação de espionagem.
- Grande furacão de 1780 - em outubro, nas Caraíbas.

## Nascimentos
- 11 de Março - August Leopold Crelle, matemático alemão.
- 20 de Maio - José Bernardino de Portugal e Castro, marquês de Valença, presidente do Conselho de Ministros de Portugal (m. 1840).
- 12 de Junho - Mouzinho da Silveira, estadista português; (m. 1849).

## Mortes
- 29 de Agosto - Jacques-Germain Soufflot, arquitecto francês, iniciador do neoclassicismo.
- D. João da Bemposta de Bragança, sobrinho legitimado de D. João V de Portugal, conselheiro de Estado, mordomo-mor de D. Maria I de Portugal e capitão general das armas reais e galeões de alto bordo do mar.
- 29 de novembro - Maria Teresa da Áustria-(n. 13 de maio de 1717) Imperatriz consorte do Sacro Império Romano-Germânico, Rainha da Hungria, Croácia e Boêmia, Arquiduquesa da Áustria

.

## Por tema
- 1780 na ciência
- 1780 na literatura